# Entodontaceae
Entodontaceae là một họ rêu trong bộ Hypnales.